# Minuteman

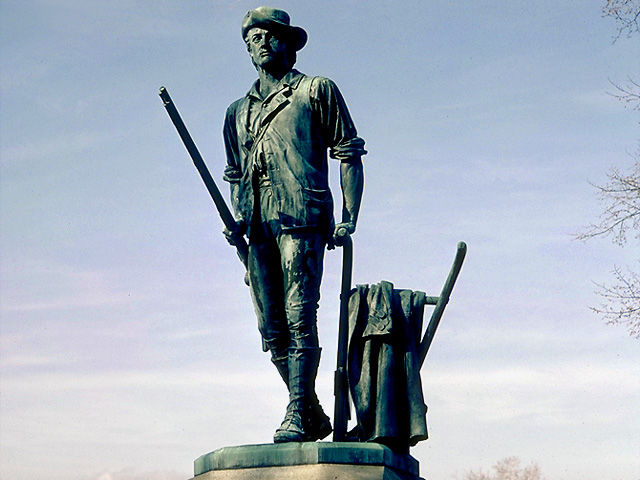
The Concord Minute Man of 1775 autorstwa Daniela Chestera Frencha, pomnik postawiony w 1875 roku w Concord.

Minuteman to w okresie poprzedzającym amerykańską wojnę rewolucyjną ochotnik powoływany pod broń „w ciągu minuty”. Ochotnicy ci wywodzili się z osadników w koloniach brytyjskich w Ameryce Północnej i byli powoływani do walki z Indianami lub Francuzami, z którymi kolonie były w stałym konflikcie.
Gdy w roku 1774 postanowiono zreorganizować milicję późniejszego stanu Massachusetts, tzw. Kongres Prowincjonalny ustalił, że 1/3 nowo tworzonych regimentów ma się wywodzić z szeregów minutemanów. W roku 1775 kilka kolonii, na polecenie Kongresu Kontynentalnego, rozpoczęło formowanie i ćwiczenie kompanii strzeleckich opartych na doświadczeniach minutemanów.
Najbardziej znane są kompanie minutemanów z Massachusetts, którzy walczyli z brytyjskimi regularnymi oddziałami piechoty pod Lexington i Concord. Zgrupowania minutemanów zniknęły wraz z formowaniem regularnej armii.